# Help Net
Help Net este o rețea de farmacii din România, parte a grupului PHOENIX. Este a treia cea mai mare rețea de farmacii din țară.
Lanțul de farmacii Help Net a fost înființat în 1998 și pe lângă produsele farmaceutice clasice oferă produse cosmetice, de igienă, medicație naturistă și alternativă, produse de frumusețe.
În mai 2009, compania deținea peste 100 de farmacii, iar în ianuarie 2014, numărul acestora era de peste 150.
Cifra de afaceri:
| Anul          | 2008 | 2007 | 2006 |
| ------------- | ---- | ---- | ---- |
| milioane euro | 62   | 53   | 38   |